# Суворов, Дмитрий Романович
Дми́трий Рома́нович Суво́ров (24 мая 1914, Большая Лопсола, Яранский уезд, Вятская губерния — 24 августа 1989, Йошкар-Ола) — советский специалист связи, партийный деятель. Директор радиотрансляционной сети Марийского республиканского управления связи (1941—1944), начальник Производственно-технического управления связи — министр связи Марийской АССР (1952—1974). Депутат Верховного Совета Марийской АССР 3—4 созыва (1951—1959). Член ВКП(б). Дважды кавалер ордена «Знак Почёта».

## Биография
Родился 24 мая 1914 года в деревне Большая Лопсола ныне Оршанского района Марий Эл.  
В 1931 году окончил курсы радиотехников в Горьком.
С 1931 года — техник, в 1936—1940 годах — начальник отдела радиофикации, в 1941—1944 годах — директор радиотрансляционной сети Марийского республиканского управления связи.
В 1948 году Горьковскую областную партийную школу.
В 1949—1952 годах — первый секретарь Новоторъяльского райкома ВКП(б).
В 1952—1974 годах — начальник Производственно-технического управления связи Марийской АССР — министр связи Марийской АССР. Под его началом в Марийской АССР шло становление и совершенствование технической базы телефонной сети, телеграфа.
В 1951—1959 годах избирался депутатом Верховного Совета Марийской АССР 3 и 4 созыва от Новоторъяльского и Волжского района. 
Скончался 24 августа 1989 года в Йошкар-Оле.

## Награды
- Орден Трудового Красного Знамени (1971)[1]
- Орден «Знак Почёта» (1946, 1951)[1]
- Юбилейная медаль «За доблестный труд. В ознаменование 100-летия со дня рождения Владимира Ильича Ленина» (1970)[1]
- Почётная грамота Президиума Верховного Совета Марийской АССР (1946, 1953, 1957, 1964, 1974)[1]